# E.Th. Waaldijk
Eugenius Theodorus Waaldijk (Paramaribo, 16 november 1921 – Amsterdam, 31 december 2005) was een Surinaams journalist, historicus en surinamist.
In de jaren ’50 bewoog ‘Wally’ Waaldijk zich in kringen van de nationalistische beweging Wie Eegie Sanie in Amsterdam. Hij werd in 1952 mede-oprichter en hoofdredacteur van het tweelijks verschijnende blad de Westindiër, dat hoewel onafhankelijk, als spreekbuis van de nationalisten gold.
Waaldijk was de eerste Surinamer die wetenschappelijk onderzoek deed naar het verschijnsel van de publicistiek. Hij promoveerde in 1959 aan de universiteit van Münster, op het proefschrift Die Rolle der niederländischen Publizistik bei der Meinungsbildung hinsichtlich der Aufhebung der Sklaverei in den westindischen Kolonien. In deze dissertatie onderzocht hij hoe publicaties aan het eind van de 18e en het begin van de 19e eeuw hebben bijgedragen tot de afschaffing van de slavernij in de West. Hij repatrieerde na zijn promotie en werd directeur van de Regeringsvoorlichtingsdienst (RVD) in Suriname. Om zijn vrijmoedige kritische standpunten werd hij, samen met enkele collega’s, ontslagen door de regering-Pengel.
Met deze collega’s, Rudy Bedacht en Frits Pengel, richtte hij in 1960 het weekblad De Vrije Stem op (in 1969 dagblad geworden), een krant die de tegenhanger werd van het Pengel-gezinde Nieuw Suriname. Hij sympathiseerde met de oprichters van de oppositionele Partij Nationalistische Republiek van Eddy Bruma, maar verhuisde weer naar Nederland. Hij legde zich toe op het documenteren van publicaties uit en over Suriname, maar daaruit volgden nog maar heel schaars enkele artikelen in Fri-1969 (1969) en de Weekkrant Suriname. Publiek speelde hij geen rol van belang meer. Hij werkte nog op enkele ambassades van de Republiek Suriname (USA en Nederland), was adviseur van enkele Amsterdamse verenigingen en mede-oprichter van de vrouwenvereniging “Sranan Bromki Dyari”.
Waaldijk woonde in de Amsterdamse Bijlmermeer. Na de Bijlmervliegramp schreef hij de dichtbundel De Bijlmerhemel leek een hel; lamentatie langs een bloemenhek (1992), maar literair werd die niet hoog aangeslagen.